# مشبکه (گروه)
در ریاضیات، و به‌ویژه هندسه و نظریه هندسی اعداد، به یک گروه گسسته در فضای Rn، مشبکه گفته می‌شود. یک مشبکه می‌تواند با ترکیبات خطی (با ضرایب صحیح) چند بردار تولید شود. به چنین مجموعه از بردارها (با کمترین تعداد عضو) یک پایه مشبکه گفته می‌شود.